# Slam (film 2018)
Slam è un film del 2018 diretto da Partho Sen-Gupta.
Il film, di produzione indipendente, ambientato a Sydney, affronta il tema dell'islamofobia e racconta le dinamiche sociali e familiari che si sviluppano in seguito alla scomparsa di una donna musulmana.

## Trama
Ameena, una giovane australiana di origine palestinese, scompare nel nulla dopo la sua esibizione di Poetry Slam. Nel frattempo, in Siria, un pilota da caccia australiano viene catturato dallo Stato Islamico e in seguito ucciso. La notizia provoca paura e indignazione fra i cittadini, e il sospetto, da parte dei media, che Ameena, sia in realtà una fondamentalista islamica, fuggita da Sydney per unirsi all'ISIS.
Il film si sviluppa attorno al personaggio di Tariq, il fratello di Ameena, che a differenza della sorella si è completamente integrato allo stile di vita australiano tanto da cambiare il suo nome in "Ricky". Dopo la scomparsa di Ameena, per il bene di sua moglie e di sua figlia, Ricky decide di denunciare la sorella come estremista, ma viene suo malgrado trascinato in un mondo che sperava non dovesse più affrontare.

## Produzione
Il film è una produzione a basso costo finanziata da Screen Australia, Screenwest, e dalla CNC Cinémas du Monde, agenzia governativa francese per la prima volta impegnata in un progetto australiano.  La fase di produzione si è svolta fra il mese di novembre e dicembre 2017 nella periferia occidentale di Sydney.
La sceneggiatura, scritta nel 2015, trae ispirazione da un'esibizione di Poetry Slam eseguita da una giovane donna in hijab durante il governo conservatore di Tony Abbott. Attraverso il film, il regista intende abbattere alcuni cliché sulle donne musulmane e denunciare la escalation di reati di matrice razzista che affligge la comunità australiana. Il personaggio di Tariq è invece ispirato al vissuto del regista, di origine indiana, durante i suoi anni trascorsi in Francia e in Australia.
I versi recitati da Ameena durante la sua esibizione di Poetry Slam sono stati scritti da Candy Royalle, giovane artista e attivista australiana deceduta pochi mesi prima l'uscita del film. Fra gli attori non protagonisti, è presente inoltre Damian Hill, deceduto all'età di 42 anni nel mese di settembre 2018.

## Distribuzione
Il primo trailer uscì il 18 ottobre 2018. Il film fu presentato in anteprima mondiale il 27 novembre 2018, in concorso al Tallinn Black Nights Film Festival, Nel mese di giugno 2019 fu selezionato fuori concorso al Sydney Film Festival. In Australia, ha preso parte ai festival del cinema di Melbourne, Brisbane, Darwin, e al Travelling Film Festival, evento itinerante associato al Sydney Film Festival. Il film ha inoltre partecipato alla prima edizione del Pyeongchang International Peace Film Festival, in Sud Corea, e ad altri festival europei in Francia, Regno Unito, Olanda, Germania, Spagna e Paesi Baschi.
Il 17 settembre la Bonsai Films ha diffuso il trailer per la distribuzione. A partire dal 17 ottobre 2019, Slam è uscito in Australia in alcuni cinema selezionati. La francese Doc & Film International gestisce le vendite internazionali. In Francia, la data di uscita, inizialmente fissata al 6 maggio 2020, è stata posticipata al 20 gennaio 2021 a causa della pandemia di COVID-19.

## Accoglienza
Il film è stato generalmente accolto positivamente dalla critica, soprattutto in Australia, dove il film è stato proiettato in numerosi festival e ha avuto una distribuzione limitata. Recensioni positive furono pubblicate nei quotidiani, in radio e nei siti di cinema, fra i quali il The Sydney Morning Herald, Variety, Metro Magazine, Filmink e Radio 3AW. Il critico del The Australian David Stratton ha consigliato il film assegnando un punteggio di 4 stelle su 5. Il quotidiano australiano The Guardian ha inserito Slam nella lista dei dieci miglior film del 2019.

## Riconoscimenti
- Tallinn Black Nights Film Festival
  - Candidatura per il miglior regista a Partho Sen-Gupta
  - Candidatura per il migliore attore a Adam Bakri
  - Candidatura per la migliore attrice a Rachael Blake
  - Candidatura alla miglior sceneggiatura
  - Candidatura alla miglior fotografia
  - Candidatura alla miglior colonna sonora
- Festival des antipodes (Francia)
  - Premio per la migliore attrice a Rachael Blake[19]
- Australian Cinematographers Society
  - Miglior fotografia in un lungometraggio a basso costo